# Моррис, Барбура
Ба́рбура Мо́ррис (англ. Barboura Morris; 22 октября 1932, Лос-Анджелес, Калифорния, США — 23 октября 1975, Санта-Моника, Калифорния, США) — американская актриса. За свою 13-летнюю кинокарьеру, длившуюся в 1957—1970 года, она сыграла в 15-ти фильмах и телесериалах.
43-летняя Барбура скончалась 23 октября 1975 года от инсульта, вызванного осложнениями от рака, в Санта-Монике (штат Калифорния, США). На момент смерти Моррис была в разводе с режиссёром Монте Хеллманом.

## Избранная фильмография
| Год  |   | Русское название               | Оригинальное название            | Роль             |
| ---- | - | ------------------------------ | -------------------------------- | ---------------- |
| 1958 | ф | Пулемётчик Келли               | Machine-Gun Kelly                | Линн Грэйсон     |
| 1959 | ф | Бадья крови                    | A Bucket of Blood                | Карла            |
| 1963 | ф | Заколдованный замок            | The Haunted Palace               | миссис Уиден     |
| 1966 | ф | Дикие ангелы                   | The Wild Angels                  | мать             |
| 1967 | ф | Резня в день Святого Валентина | The St. Valentine's Day Massacre | Джинетт Лэндсман |
| 1967 | ф | Трип                           | The Trip                         | Фло              |
| 1970 | ф | Ужас в Данвиче                 | The Dunwich Horror               | миссис Коул      |